# Áramgenerátor
Az áramgenerátor egy elméleti, villamos áramforrás, amely állandó áramot hoz létre a kimeneti kapcsokra kötött terhelésen.

## Jellemzői
Az ideális áramgenerátor:
- a terhelésen folyó áramot a beállított értéken tartja, függetlenül annak ellenállásától, hőmérsékletétől vagy bármilyen üzemállapotától.
- a kimeneti kapcsok rövidre zárása esetén is csak a beállított áram folyik.

A gyakorlatban a valós áramgenerátorok elektronikus kapcsolások, melyek addig viselkednek ideális áramgenerátorként, amíg a beállított kimenő áram, a terhelés pillanatnyi értékén a bemenetre kapcsolt feszültséggel fenntartható. Felfoghatjuk egy ideális feszültséggenerátor, és egy szabályozható ellenállás soros kapcsolásának.